# Sosthènes de La Rochefoucauld
Pour les articles homonymes, voir La Rochefoucauld.
Louis François Sosthènes Ier, vicomte de La Rochefoucauld, duc de Doudeauville, (Paris, 19 février 1785 – Château d'Armainvilliers (Seine-et-Marne), 5 octobre 1864), est un homme politique ultraroyaliste français du XIXe siècle.
De 1814 à 1836, il est l'aide de camp de Charles, comte d'Artois (futur Charles X) et de 1824 à 1830 son directeur des beaux-arts. Député à la Chambre en 1815 et en 1827-1830, il se retire de la vie publique après les Journées de Juillet 1830.
Il publie de 1861 à 1864 ses Mémoires avec sa correspondance en quinze volumes.

## Biographie
Sosthènes de La Rochefoucauld est le fils d'Ambroise-Polycarpe de La Rochefoucauld (1765-1841), duc de Doudeauville, vicomte de La Rochefoucauld, marquis de Surgères, Grand d'Espagne, pair de France, ministre de la Maison du roi et de Bénigne-Auguste Le Tellier (1764-1849), dame de Montmirail (Marne) (descendante de François Michel Le Tellier de Louvois). Il avait une sœur, Françoise de La Rochefoucauld (1781-1802), mariée avec Pierre Chapt, marquis de Rastignac (1769-1833), capitaine de dragons, pair de France, dont postérité.
Sosthènes de La Rochefoucauld est nommé aide de camp du général Dessolles immédiatement après l'entrée des alliés à Paris (1814). Il reçoit la mission d'aller à Nancy annoncer à Monsieur, lieutenant-général du royaume, la formation du gouvernement provisoire et la déchéance de Napoléon Ier.
La part qu'il avait pris à l'organisation de l'« allégresse publique » lors de la chute de Napoléon et du « rétablissement du trône légitime », l'initiative qu'il prit de faire abattre la statue de l'Empereur sur la colonne Vendôme le firent excepter de l'amnistie que Bonaparte promulgua, au retour de l'île d'Elbe, en faveur de ceux qui avaient coopéré à la première Restauration.
Le vicomte de La Rochefoucauld accompagna Louis XVIII à Gand, et fut nommé, lors de la seconde Restauration, colonel de la 5e légion de la garde nationale de Paris et aide de camp de Charles, comte d'Artois.
Élu, le 22 août 1815, député de la Marne, au collège de département, par 119 voix (171 votants, 282 inscrits), il vote avec la majorité (ultraroyaliste) de la « Chambre introuvable » et propose des cérémonies expiatoires pour l'anniversaire du 21 janvier 1793 (jour de l'exécution de Louis XVI). Il prend la parole, sans grand succès, sur la loi relative aux cris et écrits séditieux, et sur la loi électorale.
Il ne peut se faire réélire en 1816, n'ayant pas l'âge nouvellement requis.
Resté aide de camp du comte d'Artois, il poursuit son influence en faveur de la monarchie absolue en poussant Madame du Cayla, avec laquelle il était intime, auprès de Louis XVIII, influençant le roi par son intermédiaire.

### Directeur des beaux-arts

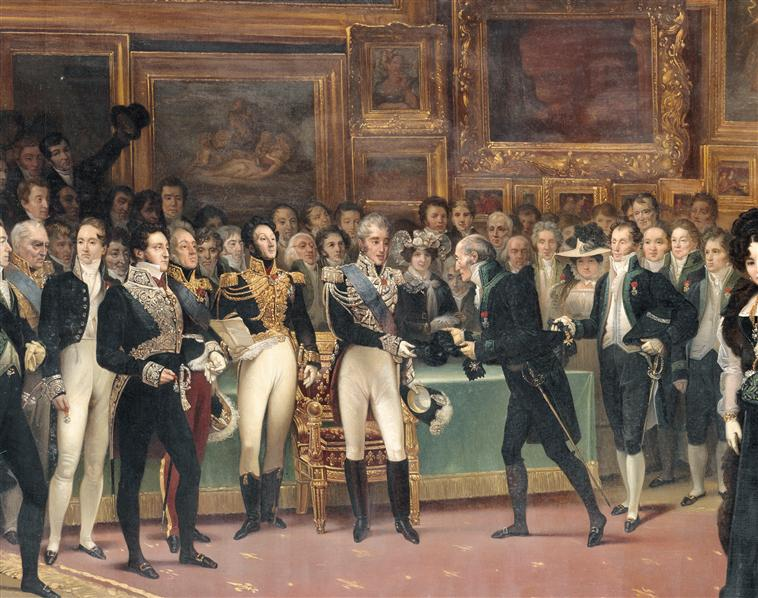
Ronjat, d'après François-Joseph Heim, Distribution des récompenses aux artistes à la fin du Salon de 1824, le 15 janvier 1825 : Charles X remet l'ordre de Saint-Michel à Cartellier, 1892, Versailles.Sosthène de La Rochefoucauld est à la droite du roi.

Contrairement à son parent, le duc François de La Rochefoucauld-Liancourt, le vicomte Sosthène de La Rochefoucauld-Doudeauville était partisan de la monarchie absolue.
Louis XVIII le nomme en août 1824 directeur général des beaux-arts, des théâtres royaux et des manufactures.
À la mort du roi survenue quelques jours après, le nouveau directeur appelle Victor Hugo comme poète officiel de la cérémonie du sacre de Charles X de France.
Cette année là, tentant de prendre le contrôle des journaux en utilisant les fonds de la liste civile du roi, il entreprend de soustraire la Quotidienne à la direction de Joseph-François Michaud, journaliste royaliste, très critique envers les ministres. Avec l'aide de Guillaume Capelle, il parvient à faire agréer à M. Michaud deux acquéreurs pour 8 des 12 actions de ce journal : Vincent Bonneau l'un de ses affidés, inspecteur des prisons et membre de la Congrégation, et le chevalier Valdené, secrétaire du comte d'Artois, futur roi Charles X. Mais le désaccord entre les deux influences royalistes se manifeste, et un procès s'ensuit à la cour royale qui confirme M. Michaud à la direction du journal. La magistrature devenait l'arbitre entre les journaux et le gouvernement, et d'autres procès contre les journaux ne réussirent pas mieux au gouvernement; Concernant celui contre le quotidien L'Aristarque français, Joseph de Villèle nota sur son carnet que « l'amortissement des journaux tenté par M. Sosthène de la Rochefoucauld en a certainement été en partie la cause ».
Le vicomte de la Rochefoucauld « se croyait prédestiné à sauver le pays », mais il resta cantonné à la direction d'un département du ministère de l'intérieur. « Auxiliaire indépendant, indocile, et souvent incommode du ministère » Villèle, il sera momentanément exclu du travail direct avec le roi, tout en conservant son poste de Directeur des arts, alors qu'il cherchait à évincer son ministre de tutelle, Corbière.
Dans ses fonctions de directeur des arts, « il ne put échapper au ridicule qu'attirèrent sur lui certaines mesures qui, suivant toutes les apparences, lui furent imposées par la Congrégation ». Les fonctions de directeur des beaux-arts comprenaient la supervision des théâtres royaux. Un arrêté qu'il prit pour réglementer la longueur des jupes des danseuses de l'Opéra, « est resté légendaire ». Il exerça aussi son zèle dans un autre domaine de sa juridiction en faisant appliquer des feuilles de vigne en plâtre sur le milieu de toutes les statues du Musée. Dans le domaine de la peinture et de la sculpture, son rôle consistait surtout à présider le jury d'admission au Salon et à attribuer les commandes officielles. Il choisit dès ses débuts François Gérard pour la peinture du Sacre de Charles X  ; le peintre le figurera dans l'assistance. Après la mort de Géricault, le comte Forbin, directeur des Musées royaux, sollicita le Directeur des arts afin d'acquérir Le Radeau de La Méduse. Sosthène de La Rochefoucauld l'autorisa, mais n'accorda qu'une somme de 4 à 5 000 F. L'œuvre mise à prix à 6 000 F échut à Dedreux-Dorcy. Forbin trouva dans les jours suivants un arrangement pour permettre de placer l'œuvre au Louvre. Delacroix s'étant opposé à lui sur une question d'esthétique, n'obtint de celui qui le considère comme « i, fou intéressant, mais qu'il serait dangereux d'encourager dans ses écarts et sa bizarrerie » aucune commande ni récompense après l'acquisition des Massacres de Scio en 1825.
Sosthène de La Rochefoucauld choisit en 1825 avec le comte Forbin les sujets des décors des plafonds de quatre salles, destinées au Conseil d'État, de l'aile Jacques Lemercier du Louvre, toujours inachevés en 1853.
Il préside la commission chargée, en 1825-1826, de préparer le projet de loi sur la propriété littéraire. Il proposait une propriété d'une durée de 50 ans. Le projet ne fut pas accepté.
Sosthène de La Rochefoucauld, qui a la direction des manufactures royales de 1824 à 1830, crée des inspecteurs des beaux-arts chargés de surveiller la production des Gobelins.
Il loge en 1825 rue de Vaugirard l'Institution royale de musique religieuse d'Alexandre-Étienne Choron, garantissant son existence.
La Scène héroïque est composée en 1825-1826 et exécutée le 26 mai 1828 lors du premier concert qu'Hector Berlioz réussit à donner dans la salle du Conservatoire, grâce à l'intervention du directeur des beaux-arts, Sosthène de La Rochefoucauld[réf. souhaitée].
Promu maréchal de camp en mai 1825, il revient, le 24 novembre 1827, à la Chambre des députés, comme député du grand collège de la Marne, élu par 105 voix sur 209 votants et 239 inscrits. « Ses opinions furent jusqu'au bout celles de la droite ». Il vote contre les 221, pour le ministère Polignac, et rentre dans la vie privée en 1830. Le poste de directeur des beaux-arts reste alors vacant, avant d'être occupé en 1833 par Edmond Cavé.
Légitimiste, Sosthène de La Rochefoucauld s'oppose, dans les cercles qu'il fréquentait, à la monarchie de Juillet. Il est poursuivi pour sa brochure Aujourd'hui et demain, publiée en 1832. Berryer le défendit ; il perdit. Sosthène de La Rochefoucauld fut emprisonné durant trois mois à la prison de Sainte-Pélagie en 1833.

### Martin de Gallardon
Le 15 janvier 1816, Thomas Martin, paysan d’une trentaine d’années a des visions. L’archange Raphaël lui aurait commandé d'aller aux Tuileries pour voir le roi Louis XVIII et lui parler en son nom. Charrier de La Roche, évêque de Chartres, le comte de Breteuil, préfet, lui ordonnent de garder le secret. Jugé soit fou, soit acteur ou victime d’un complot, il est envoyé à l'asile des fous de Charenton. Deux éminents aliénistes, Philippe Pinel et Antoine-Athanase Royer-Collard concluent qu'il est sujet à une « manie intermittente avec hallucination des sens ».
Toutefois, suivant les conseils de Sosthènes de la Rochefoucauld, Martin est conduit aux Palais des Tuileries. Le roi lui accorde immédiatement une audience qui dure près d'une heure, et qui semble l'avoir ému. Charles X, réfugié à Rambouillet après la Révolution de 1830, aurait aussi consulté le faux prophète.

### Naundorff
Après les journées de Juillet 1830, Sosthènes de La Rochefoucauld reste en relation avec la famille royale en exil. La duchesse d'Angoulême lui demande d'enquêter sur un homme, Karl-Wilhelm Naundorff, qui prétend être son frère mort à la prison du Temple. Il publiera cette correspondance dans le volume 12 de ses Mémoires.

### Postérité
- Le vicomte de La Rochefoucauld épouse, le 4 février 1807 à Paris[26], Elisabeth-Hélène-Pierre de Montmorency (Paris, 18 août 1790 - Paris, 27 juin 1834), fille unique de Mathieu-Jean-Félicité de Montmorency, vicomte de Laval (1767-1827), membre de l'Académie française, député aux États généraux de 1789, ministre français des Affaires étrangères, duc de Montmorency , pair de France (1824), gouverneur « de la personne de Mgr le duc de Bordeaux »[2], et de Pauline-Hortense d'Albert de Luynes. Elle lui apporte le château d'Esclimont et le château de Bonnétable. De ce mariage sont issus six enfants :
  - Ambroisine Marie Joséphine Élisabeth de La Rochefoucauld (21 mars 1821 - 13 juin 1835) ;
  - Augustin Marie Mathieu Stanislas, vicomte de La Rochefoucauld (9 avril 1822 - Cannes, 4 avril 1887), 3e duc de Doudeauville, grand d'Espagne, marié, le 22 septembre 1853, en l'église Saint-Thomas-d'Aquin (Paris Xe ancien), avec Marie Adolphine Sophie de Colbert (1833-1917), fille de Napoléon-Joseph de Colbert, marquis de Chabanais (1805-1883), dont :
    - Charles Marie Mathieu Sosthène de La Rochefoucauld (4 septembre 1855 - Provins, 24 mai 1875) ;
    - Auguste François Marie Stanislas Mathieu de La Rochefoucauld (28 janvier 1863 - Cannes, 31 mars 1881) ;

  - Hortense Marie Pierre de La Rochefoucauld (née le 15 juin 1823, morte jeune) ;
  - Charles Gabriel Marie Sosthène II, vicomte de La Rochefoucauld (1825-1908), 10e duc de Bisaccia (2e création : 1851, royaume des Deux-Siciles), 4e duc de Doudeauville et grand d'Espagne (1887), marié, le 6 avril 1848 à Paris, avec Yolande (16 novembre 1830 † 15 mars 1855 - Paris), princesse de Polignac, fille de Jules Armand (1780 † 1847), prince de Polignac :
    - Postérité ;

  - Augustin Louis Marie Mathieu Ernest de La Rochefoucauld (né le 21 septembre 1826, mort jeune) ;
  - Marie Georgine Gertrude de La Rochefoucauld (17 décembre 1827 - 8 décembre 1840).

Veuf, il se remarie le 18 août 1841 avec Angélique Herminie de La Brousse de Verteillac (1797-1881), fille de Thibault de La Brousse de Verteillac (1763-1834) et de Jeanne Charlotte Élisabeth Félicité Tiercelin d'Appelvoisin. Elle est veuve de Félix de Bourbon-Conti, fils naturel reconnu de Louis François de Bourbon-Conti. À sa mort en 1840, Félix de Bourbon-Conti lègue à sa veuve l'hôtel de Boisgelin, qui devient l'hôtel de La Rochefoucauld-Doudeauville.
Sosthènes de La Rochefoucauld repose au couvent de Montmirail.

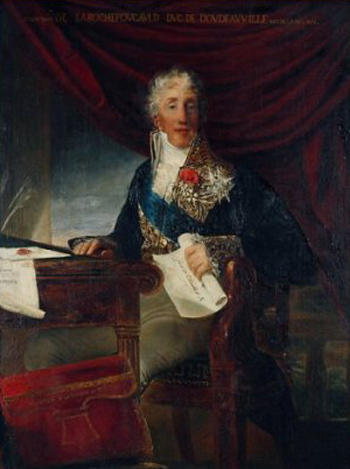
Ambroise-Polycarpe de La Rochefoucauld, son père.
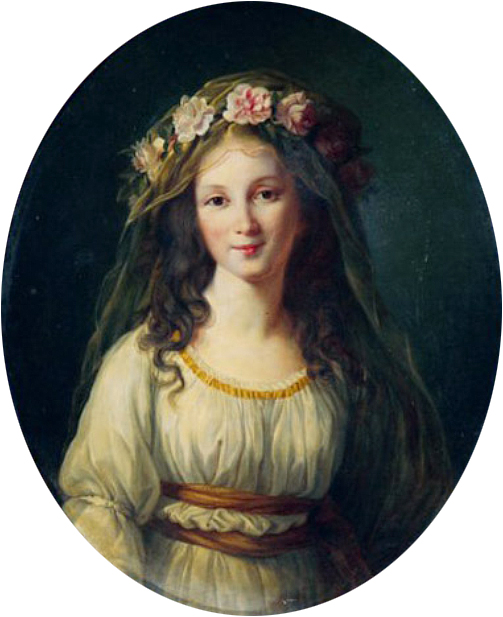
Bénigne Le Tellier (1764-1849), sa mère.
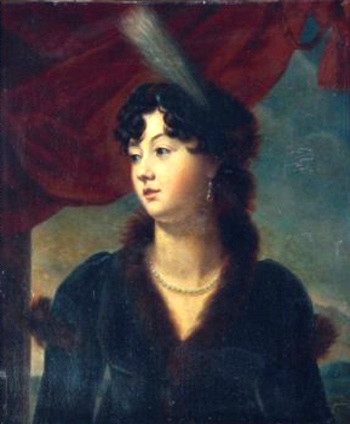
Élisabeth de Montmorency-Laval (1790-1834), sa première épouse.

## Récapitulatifs

### Titres
- 2e duc de Doudeauville[27] et grand d'Espagne de la 1re classe (1833-1864) ;
- 8e Marquis de Surgères ;
- Baron de Montendre.

### Décorations
| Chevalioer de Saint-Louis | Grand'croix de l'ordre de Saint-Janvier |

- chevalier de l'ordre royal et militaire de Saint-Louis[2] ;
- membre de l'ordre de Saint-Janvier.

### Armoiries
Burelé d'argent et d'azur, à trois chevrons de gueules brochant, celui du chef écimé.

## Publications
- Sosthènes de La Rochefoucauld, Mémoires de S. de La Rochefoucauld duc de Doudeauville, vol. 1, 1861 (lire en ligne) ; « Vol. 2 » ; « Vol. 3 (1862) » ; « Vol. 4 » ; « Vol. 5 » ; « Vol. 6 » ; « Vol. 7 » ; « Vol. 8 » ; « Vol. 9 (1863) » ; « Vol. 10 » ; « Vol. 11 » « Vol. 12 » ; « Vol. 13 (1864) » ; « Vol. 14 » ; « Vol. 15 ».
- La Rochefoucauld-Doudeauville, Louis-François-Sosthènes de (1785-1864), A la mémoire de M. l'abbé Legris-Duval, prédicateur du roi, mort le 18 janvier 1819, à l'âge de 53 ans, FRBNF32350215
- La Rochefoucauld-Doudeauville (duc de Doudeauville), Duc de Doudeauville. Une politique française au XIXe siècle, Dijon, impr. Maurice Darantière ; Paris, libr. ancienne Édouard Champion, 5, quai Malaquais, 1927.
- La Rochefoucauld-Doudeauville, Louis-François-Sosthènes de (1785-1864, A mes Concitoyens, Assemblée nationale constituante (1848-1849).
- Pèlerinage à Goritz, par M. le vicomte de La-Rochefoucauld, 1839.
- Pétition sur divers projets de réforme, signée : Larochefoucauld duc de Doudeauville, et commençant par ces mots : Paris, le 17 janvier 1845. MM. les députés, de tous les droits, peut-être, celui de pétition est un des plus sacrés…, [s. d.].
- La vérité au peuple, réflexions de M. le duc de La Rochefoucauld Doudeauville, 1851 ;
- Recette d'un remède contre la rage / par M. le duc de Doudeauville , 1846 ;
- Pensées du vicomte de La Rochefoucauld, 1835, Paris, Librairie Dentu, 197 pages ;
- Aujourd'hui et demain, ou Ce qui adviendra.
- Les Catholiques, la France et l'Italie
- Cri de conscience d'un vieux politique, qui regarde tous les hommes comme ses frères, soit qu'ils s'appellent souverains, soit qu'ils s'appellent peuples